# Gagrella cana
Gagrella cana is een hooiwagen uit de familie Sclerosomatidae.